# Charles Evans Whittaker

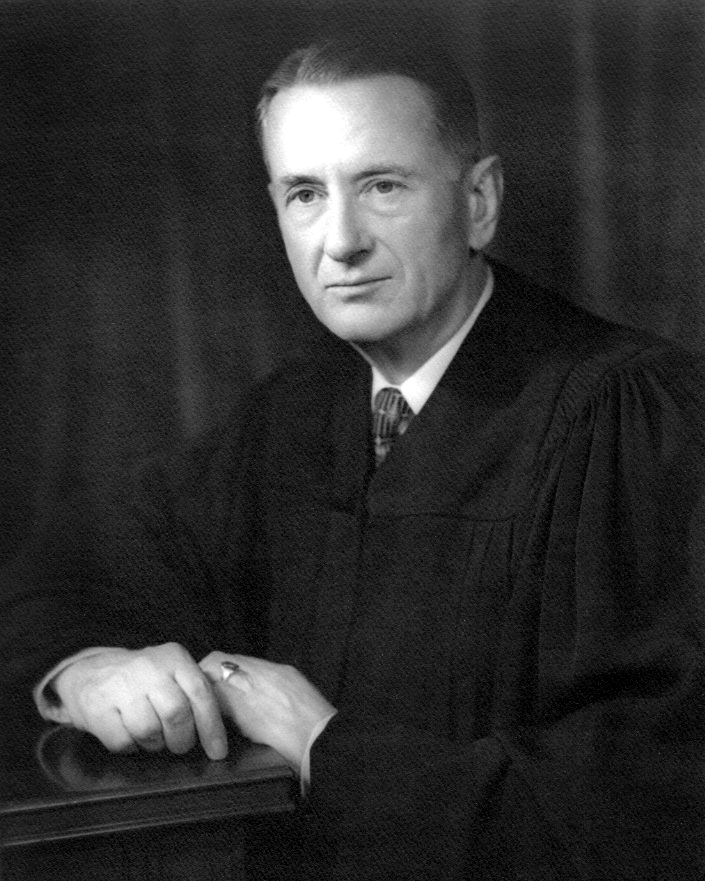
Charles Evans Whittaker

Charles Evans Whittaker (* 22. Februar 1901 bei Troy, Kansas; † 26. November, 1973 in Kansas City, Missouri) war von 1957 bis 1962 beigeordneter Richter (Associate Justice) am Obersten Gerichtshof der Vereinigten Staaten.
Whittaker kam auf einer Farm im Doniphan County in Kansas zur Welt, die Schule verließ er bereits während der neunten Klasse. Die nächsten beiden Jahre verbrachte er mit Jagen, Tierfang und in der Landwirtschaft. Zeitungsmeldungen über Gerichtsprozesse, die er regelmäßig las, weckten sein Interesse für die Juristerei. Er bewarb sich an der Kansas City School of Law, der heutigen juristischen Fakultät der University of Missouri–Kansas City, wurde aber nur unter der Bedingung zum Studium zugelassen, dass er vorher einen High-School-Abschluss absolvieren würde. Bevor er sich einschrieb, arbeitete er zwei Jahre und brachte sich mit Unterstützung eines Privatlehrers den notwendigen Lehrstoff bei. 1922 begann er sein Studium, Harry S. Truman gehörte zu seinen Kommilitonen. 1924 erlangte er einen Abschluss in Rechtswissenschaften.
Whittaker trat in eine Rechtsanwaltskanzlei in Kansas City (Missouri) ein und befasste sich vorwiegend mit Gesellschaftsrecht. Er hatte enge Beziehungen zur Republikanischen Partei, woraus sich seine erste Ernennung zum Richter am Bundesbezirksgericht für den westlichen Gerichtsbezirk von Missouri (United States District Court for the Western District of Missouri) am 8. Juli 1954 ergab. Am 5. Juni 1956 wurde er für den achten Gerichtskreis des United States Court of Appeals nominiert, eines Bundesgerichts, das die Berufungsinstanz für die jeweils zwei Bundesbezirksgerichte in den Staaten Arkansas, Iowa, Missouri und für den jeweils einen Bundesgerichtsbezirk in den Staaten Minnesota, Nebraska, North und South Dakota bildet. Whittaker erwarb sich dabei einen guten Ruf als Richter und schon weniger als ein Jahr später wurde er von Präsident Dwight D. Eisenhower als Nachfolger von Stanley Forman Reed zum Amt eines beigeordneten Richters (Associate Justice) des Obersten Gerichts der Vereinigten Staaten (Supreme Court of the United States) vorgeschlagen. Nach Bestätigung des US-Senats legte er am 25. März 1957 seinen Amtseid ab; sein Nachfolger am Court of Appeals for the Eighth Circuit wurde Marion Charles Matthes. Damit war Whittaker der erste, der in Folge auf allen drei Hierarchieebenen der amerikanischen Bundesgerichtsbarkeit tätig war, zuerst an einem Bundesbezirksgericht (United States District Court), dann an einem Bundesberufungsgericht (United States Court of Appeals) und schließlich am Obersten Gerichtshof der Vereinigten Staaten. Zwar war auch Richter Samuel Blatchford auf allen drei Ebenen an Bundesgerichten tätig, zu seiner Zeit war aber das Gerichtssystem noch anders organisiert.
In den oftmals nur mit knapper Mehrheit gefällten Entscheidungen des Obersten Gerichtes war Whittakers Stimme nicht auf eine bestimmte Richtung festgelegt, wie Professor Howard Ball einmal ausführte. Sein Votum fiele oft zugunsten derjenigen der streitenden Parteien aus, die das letzte, aber nicht unbedingt das beste Argument vorbrächte. (Whittaker was an "extremely weak, vacillating" justice who was "courted by the two cliques on the Court because his vote was generally up in the air and typically went to the group that made the last, but not necessarily the best, argument.")
Whittaker entwickelte keine durchgängig konsequente Rechtsphilosophie. Nach einigen Aussagen fühlte er sich auch weniger qualifiziert als andere Mitglieder des Richtergremiums. Nachdem er im Fall Baker gegen Carr, in dem es um den Zuschnitt von Wahlbezirken ging, zunächst mehrere Monate lang zutiefst hin- und hergerissen war, erlitt er im Frühjahr 1962 einen Nervenzusammenbruch. Auf Bitten des obersten Richters Earl Warren gab Whittaker wegen Arbeitsüberlastung sein Amt zum 31. März 1962 auf. Anschließend bat Whittaker Warren, ihn zeitweise als Richter an niedrigeren Bundesgerichten einzusetzen, was Warren aber beständig ablehnte. Als sein Nachfolger wurde Byron White an das Oberste Gericht in den Senat von Earl Warren berufen.
Zum 30. September 1965 schied er auch als Richter im Ruhestand aus, um als Berater für General Motors tätig werden zu können. Er wurde nicht müde, den von Warren geführten Senat  und die Bürgerrechtsbewegung zu kritisieren. Den zivilen Ungehorsam von Martin Luther King und seinen Anhängern bezeichnete er als rechtswidrig. Wie viele Konservative lehnte er den Civil Rights Act of 1964 als verfassungswidrig ab.
Whittaker verstarb 1973 im St. Luke’s Hospital in Kansas City an einem Aneurysma im Bauchraum. Er hinterließ seine Frau Winifred und seine drei Söhne Charles Keith, Kent C. und Gary T.
Das Gebäude des Bundesgerichts in der Innenstadt von Kansas City, Missouri, in dem sich das Bundesgericht für den westlichen Gerichtsbezirk von Missouri befindet, wurde zu seinen Ehren nach ihm benannt.